# Třída Edinburgh
Třída Edinburgh byla třída lehkých křižníků Royal Navy z období druhé světové války. Celkem byly potopeny dvě jednotky této třídy. Ve službě byly od roku 1939. Třída Edinburgh představovala třetí skupinou britských lehkých křižníků, souhrnně označovaných jako třída Town. Obě postavené jednotky byly nasazeny ve druhé světové válce. Zatímco Edinburgh byl ve válce potopen, Belfast ji přečkal. Vyřazen byl roku 1963 a roku 1971 byl v Londýně zpřístupněn veřejnosti jako muzejní loď.

## Stavba
Objednána byla stavba dvou jednotek této třídy. Původně bylo zvažováno, že ponesou šestnáct 152mm kanónů ve čtydělových věžích, jejich vývoj ale byl roku 1937 zrušen. Proto byly vybaveny obvyklými třídělovými věžmi. Stavba křižníků proběhla v letech 1936–1939. Oba byly do služby přijaty roku 1939.
Jednotky třídy Edinburgh:
| Jméno     | Loděnice                 | Založení kýlu     | Spuštění na vodu | Přijetí do služby | Status |
| --------- | ------------------------ | ----------------- | ---------------- | ----------------- | --- |
| Belfast   | Harland & Wolff, Belfast | 10. prosince 1936 | 17. března 1938  | 3. srpna 1939     | Roku 1939 těžce poškozen a do října 1942 opravován. Vyřazen 1963, muzejní loď 1971.                                                   |
| Edinburgh | Swan Hunter              | 30. prosince 1936 | 31. března 1938  | 6. července 1939  | Dne 30. dubna 1942 těžce poškozen německou ponorkou, dne 2. května 1942 znovu zasažen torpédem a potopen torpédoborcem HMS Foresight. |

## Konstrukce

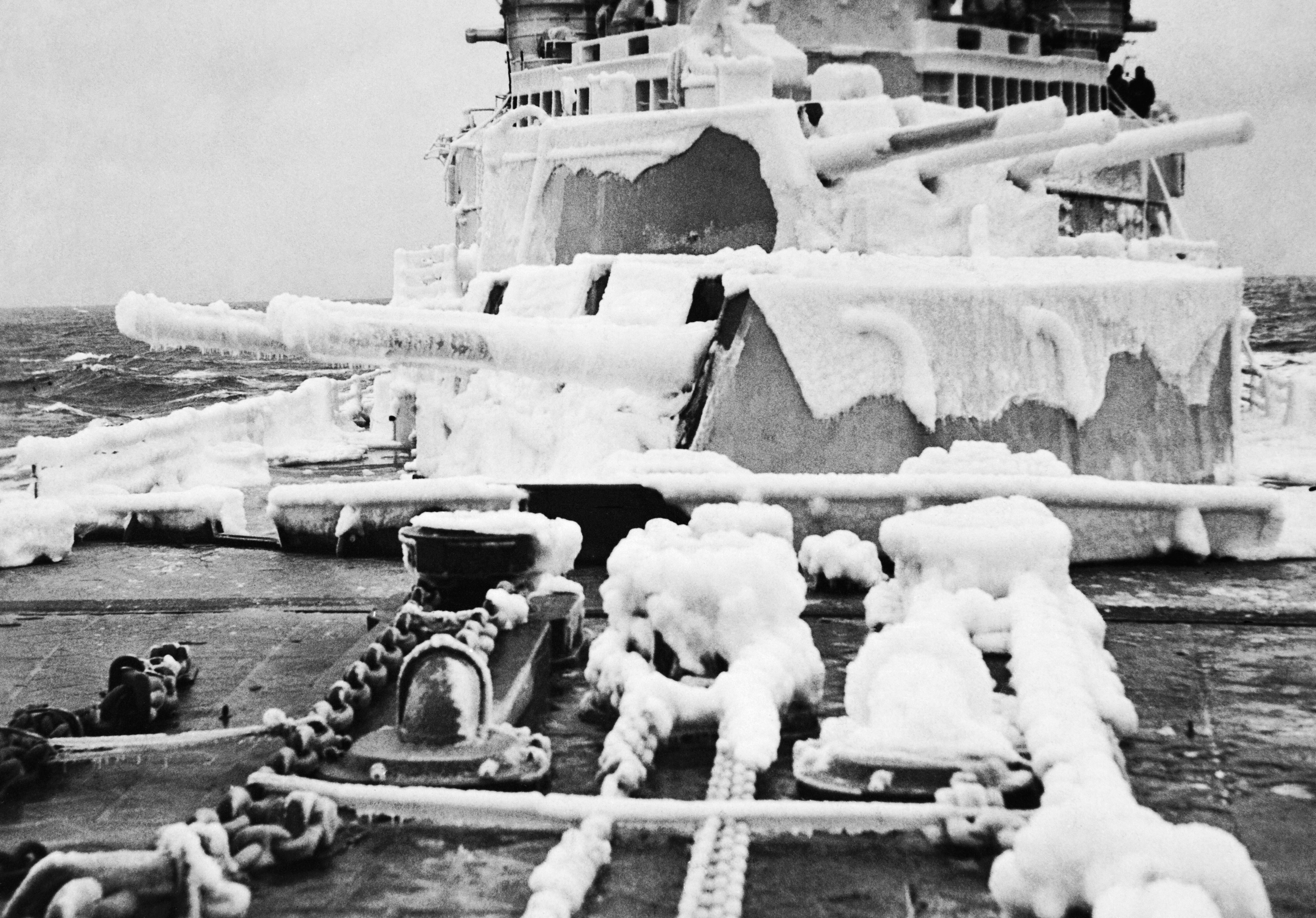
Belfast během zimní služby na severu

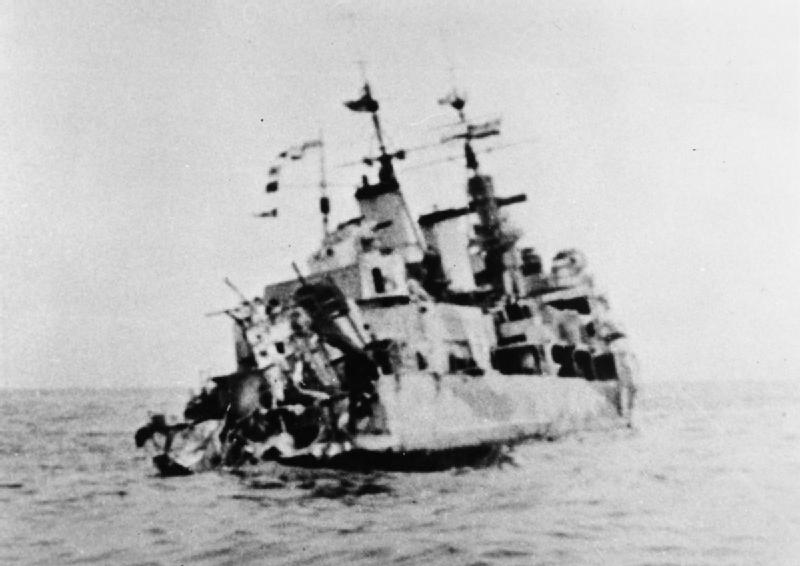
Edinburgh s utrženou zádí

Základní výzbroj tvořilo dvanáct 152mm/50 kanónů Mk.XXIII ve čtyřech trojdělových věžích. Doplňovalo je dvanáct dvouúčelových 102mm/45 kanónů QF Mk.XVI HA a dále šestnáct 40mm protiletadlových kanónů a osm 12,7mm kulometů Vickers. To vše doplňovalo šest 533mm torpédometů. V zadní části přední nástavby byl umístěn hangár pro hydroplány startující pomocí jednoho katapultu. Neseny byly až čtyři letouny Walrus. Pohonný systém tvořily čtyři tříbubnové kotle Admiralty na naftu a čtyři turbínová soustrojí Parsons o výkonu 80 000 hp, pohánějící čtyři lodní šrouby. Nejvyšší rychlost dosahovala 32,5 uzlu.

### Modifikace
Na křižníku Edinburgh byly oba osmihlavňové 40mm kanóny nahrazeny dvěma čtyřhlavňovými a zároveň bylo instalováno šest 20mm kanónů. Na křižníku Belfast vzrostla, po opravách škod způsobených magnetickou minou, šířka trupu na 20,22 metru a jeho ponor na 7,06 metru. Od srpna 1944 do dubna 1945 Belfast prodělal modernizaci. Odstraněn byl katapult a čtyři 102mm kanóny, lehkou výzbroj posílilo dvacet 40mm kanónů (čtyři čtyřhlavňové a čtyři v jednohlavňové lafetaci).
V letech 1956–1959 Belfast prodělal modernizaci, při které byl přestavěn můstek. Lehkou výzbroj představovalo šest dvojitých 40mm kanónů Bofors Mk.5. Roku 1963 byly jeden dvojkanón odstraněn.

## Operační služba

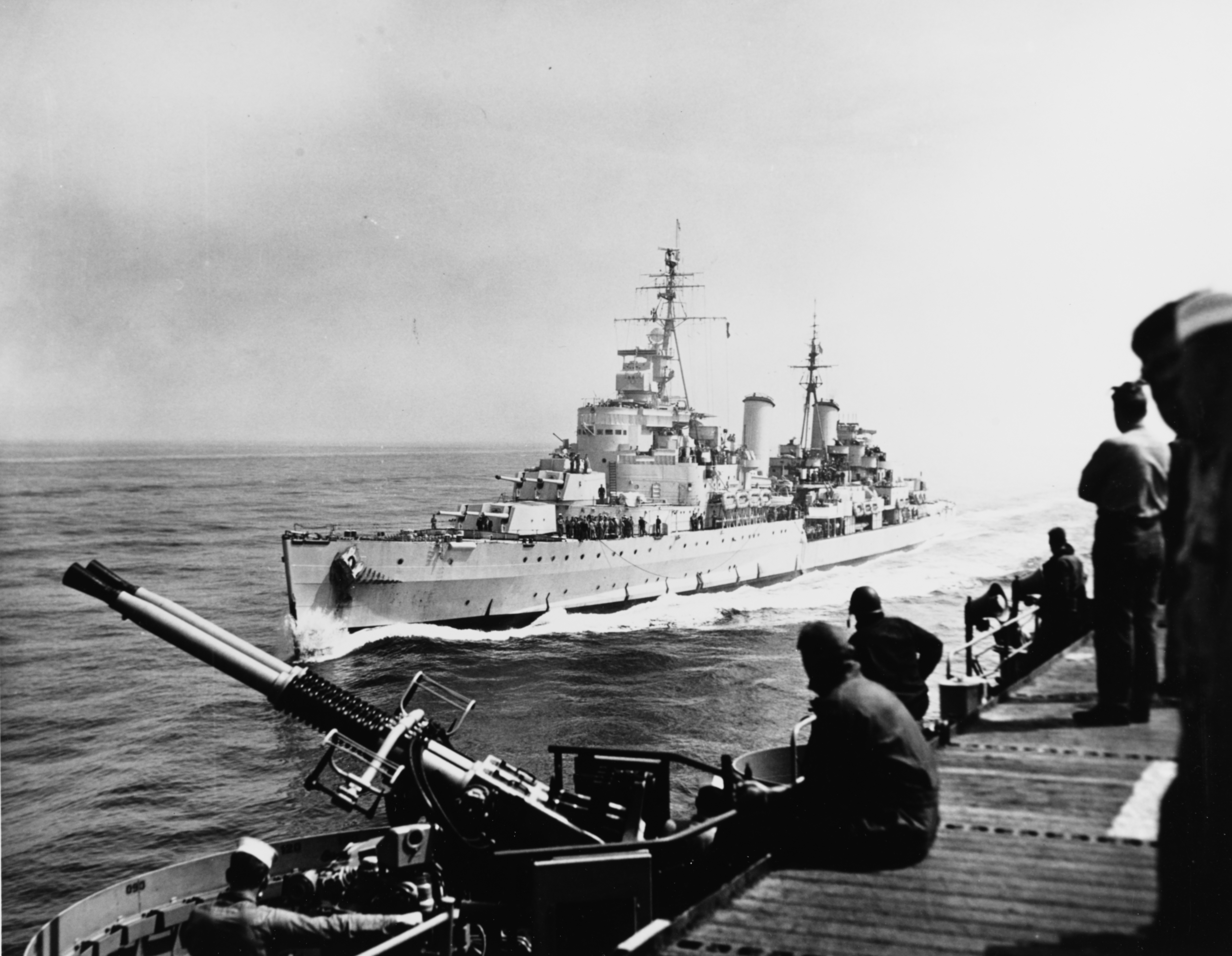
Belfast během nasazení za korejské války

Oba křižníky bojovaly ve druhé světové válce. Křižník Edinburgh byl potopen během doprovodu severského konvoje QP-11. Dne 30. dubna 1942 byl těžce poškozen dvě torpédy vypuštěnými německou ponorkou U 456. Křižník ztratil celou záď. Ostatní lodě se jej snažily odtáhnout do přístavu, ale přitom se 2. května 1942 dostaly do potyčky se třemi německými torpédoborci. Navzdory poškození Edinburgh jeden potopil, byl však zasažen již třetím torpédem a to na opačnou stranu, než jej zasáhla první dvě. Následně byl křižník opuštěn a potopen torpédoborcem Foresight.
Křižník Belfast byl v listopadu 1939 těžce poškozen německou magnetickou minou, jejíž výbuch plavidlu přerazil kýl a citelně zasáhl pohonný systém. Křižník se podařilo zachránit, ale jeho oprava trvala ža do října 1942. Mezi jeho nejznámější akce patří účast v bitvě u Severního mysu, kde byl potopen německý bitevní křižník Scharnhorst a dělostřelecká podpora vylodění v Normandii. Belfast druhou světovou válku přečkal a reaktivován byl také za korejské války. Vyřazen byl roku 1963. Roku 1971 byl poblíž Tower Bridge v Londýně zpřístupněn jako muzejní loď.